# Tina Carver
Tina Carver (Memphis, 24 de marzo de 1922-Everett, 18 de febrero de 1982) fue una actriz de cine y modelo estadounidense activa en la década de 1950.

## Filmografía

### Cine
- The Man Who Turned to Stone (1957) como Big Marge
- Chain of Evidence (1957) como Claire Ramsey[1]
- From Hell It Came (1957) as Dr. Terry Mason[2][3]
- Inside Detroit (1956) como Joni Calvin
- Hell on Frisco Bay (1956) como Bessie
- The Harder They Fall (1956) como Esposa de Nick
- Uranium Boom (1956) como Gail Windsor
- A Cry in the Night (1956) como Marie Holzapple
- A Bullet for Joey (1955) as Chica de mostrador

### Televisión
- Surfside 6	(1960) como estrella invitada
- Mr. Lucky (1960) como estrella invitada
- Bronco (1959) como estrella invitada
- The Thin Man (1958) como Señora tyson
- Perry Mason (1958) como Sylvia Bain
- G.E. Theater (1954) como Clarice Stokes